# 貓鬚草
肾茶（学名：Clerodendranthus spicatus）也称牙努秒、猫须公、猫须草，为唇形科肾茶属下的一个种。